# Shoal Creek Estates (Misuri)
Shoal Creek Estates es una villa ubicada en el condado de Newton, Misuri, Estados Unidos. Según el censo de 2020, tiene una población de 107 habitantes.

## Geografía
La localidad está ubicada en las coordenadas 37°1′2″N 94°29′36″O / 37.01722, -94.49333. Según la Oficina del Censo de los Estados Unidos, Shoal Creek Estates tiene una superficie total de 0.30 km², correspondientes en su totalidad a tierra firme.

## Demografía
Según el censo de 2020, hay 107 personas residiendo en Shoal Creek Estates. La densidad de población es de 356.67 hab./km². El 71.0% de los habitantes son blancos, el 4.7% son afroamericanos, el 2.8% son amerindios, el 2.8% son asiáticos y el 18.7% son de una mezcla de razas. Del total de la población, el 4.7% son hispanos o latinos de cualquier raza.